# 神奈川県立荏田高等学校
神奈川県立荏田高等学校（かながわけんりつ えだこうとうがっこう）は、神奈川県横浜市都筑区荏田南に所在する公立高等学校。

## 概要
2017年まで体育コースが設置されていたこともあり、陸上競技部などは全国レベルの強豪校として知られている。複数の部活動が全国大会、関東大会等に出場。

## 交通
- 東急田園都市線 江田駅 徒歩15分
- 横浜市営バス
  - 301/304系統 「荏田高校前」下車。
  - 73 系統「荏田高校入口」下車、徒歩6分。

## 部活動
- 運動部
  - 陸上競技部、体操競技部、剣道部、卓球部、男子バスケットボール部、女子バスケットボール部、男子バレーボール部、女子バレーボール部、硬式野球部、ソフトボール部、男子テニス部、女子テニス部、サッカー部、バドミントン部、ハンドボール部、創作ダンス部、水泳同好会
- 文化部
  - バトントワリング部、ジャグリング部、吹奏楽部、軽音楽部、合唱部、美術部、書道部、囲碁・将棋部、写真部、イラストレーション部、料理研究部、文芸部、競技かるた同好会

## 沿革
- 1979年 - 設立。神奈川県立田奈高等学校の校舎にて授業開始。
- 1980年 - 田奈高等学校より現在地に移転。
- 1993年 - 体育コースの設立。
- 2001年 - インターハイに女子バスケットボール部が初出場。
- 2008年 - インターハイに女子バスケットボール部が出場。
- 2009年 - インターハイに女子バスケットボール部が2年連続3回目の出場。
- 2011年 - インターハイに女子ハンドボール部が出場。
- 2013年 - インターハイに男子バレーボール部が初出場ベスト16。第25回全国高等学校駅伝競走大会(女子)に出場９位。
- 2014年 - 春高バレーに男子バレーボール部が初出場。第26回全国高等学校駅伝競走大会(女子)に出場16位。
- 2015年 - 春高バレーに男子バレーボール部が2年連続二回目の出場。インターハイに陸上競技部、男子バレーボール部が出場(ベスト16)。県高校バレー選手権大会（春高バレー神奈川県予選）に男子バレーボール部初優勝。第27回全国高等学校駅伝競走大会（女子）に、3年連続9回目の出場22位。
- 2016年 - 春高バレーに男子バレーボール部が3年連続三回目の出場。インターハイに陸上競技部、男子バレーボール部が出場。第28回全国高等学校駅伝競走大会（女子）に、4年連続10回目の出場。
- 2017年 - 体育コースの生徒募集を停止し、コース制を解消。春高バレーに男子バレーボール部が4年連続4回目の出場。
- 2022年 - 制服の一部変更。女子ネクタイ、リボン導入。

## 著名な出身者
- 内野航太郎（サッカー選手）
- 大貫亜美（歌手・PUFFY）
- 徳永有美（元テレビ朝日アナウンサー）- 石川県立金沢女子高校（現・石川県立金沢伏見高校）へ転校
- 木原塁（作曲家、編曲家）
- 齋藤ヤスカ（俳優)
- 和泉宗兵（俳優）
- 大竹真（リポーター）
- 常松めぐみ（元「劇団ひまわり」所属の子役女優）
- 市川貴之（プロ野球審判員）
- 江島雅紀（棒高跳選手・富士通所属・2021年東京オリンピック日本代表）
- 吉川美香（長距離走選手・パナソニック女子陸上部所属・2012年ロンドンオリンピック日本代表）
- 森田香織（長距離走選手・パナソニック女子陸上部所属。詩織の双子の姉）
- 森田詩織（長距離走選手・パナソニック女子陸上部所属。香織の双子の妹）
- 福嶋摩耶（長距離走選手。同じ荏田高出身の紗楽は双子の妹）
- 佐藤成葉（長距離走選手）
- 佐分慎弥（短距離走選手）
- 三星マナミ（プロスキーヤー）
- 畠中槙之輔（サッカー選手・横浜F・マリノス所属）
- 永木亮太（サッカー選手・湘南ベルマーレ所属）
- 松本翔（サッカー選手・MIOびわこ滋賀所属）
- 岡部将和（元フットサル選手、ドリブルデザイナー）
- Stick Artist KIA（ジャグリング日本チャンピオン、経営者、教師）
- 重野滉人  (俳優)
- ヨースケ＠ホーム（ミュージシャン）
- 石田ミホコ（元女子サッカー選手・ジェフユナイテッド市原・千葉レディース）
- RIHO（YouTuber・平成フラミンゴ）
- 重藤トビアス赳（バレーボール選手・東レアローズ静岡）

## 旧学区
2005年度の学区撤廃以前は横浜北部学区に属していた。所属学校は以下の通り。
- 神奈川県立市ヶ尾高等学校
- 神奈川県立荏田高等学校
- 神奈川県立川和高等学校
- 神奈川県立霧が丘高等学校
- 神奈川県立新栄高等学校
- 神奈川県立田奈高等学校
- 神奈川県立白山高等学校
- 神奈川県立元石川高等学校